# Mihai Plătică
Mihai Plătică (n. 15 martie 1990, Chișinău) este un fotbalist din Republica Moldova.